# Черепашкові
Черепа́шкові ра́ки (іноді просто черепа́шкові), або острако́ди (лат. Ostracoda), — клас ракоподібних. Дрібні ракоподібні з нечленистим тілом, зазвичай зжатим з боків, одягнений у двостулкову мушлею, із сімома парами придатків (антен, щелеп і ніг), із ногоподібними щупальцями верхніх щелеп, великими нижніми щелепами і нечленистим коротким черевцем. У викопному стані відомі з середнього/верхнього кембрія.
Станом на 2008 рік, знайдено близько 2000 видів і 200 родів неморських черепашкових раків. Однак, значна частина їх різноманіття все ще не описана, на що вказують незадокументовані гарячі точки біорізноманіття їх тимчасових місць проживання в Африці та Австралії. Із відомого видового та родового різноманіття неморських остракод половина (1000 видів, 100 родів) належить до однієї родини (при загальній кількості — 13) — Cyprididae. Багато Cyprididae зустрічаються в тимчасових водоймах і мають посухостійкі яйця, змішане/партеногенетичне розмноження та здатність плавати. Ці біологічні властивості попередньо адаптують їх до успішного поширення в цих середовищах існування.

## Скам'янілості

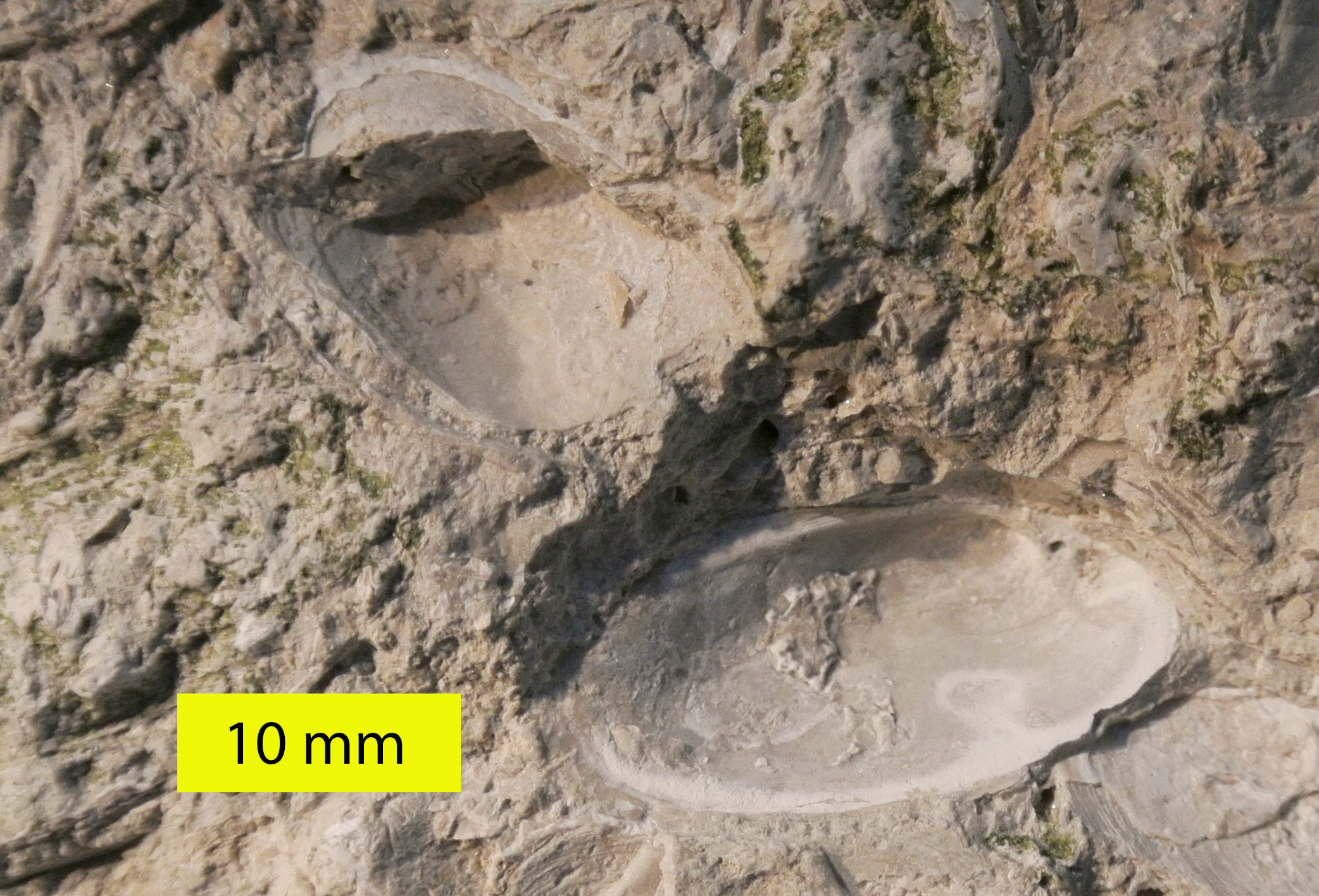
Великий черепашковий рак Herrmannina силурійського періоду на сході острова Сааремаа, Естонія

Скам'янілості черепашкових раків на сьогоднішній день є найбільш поширеними скам'янілостями, віком починаючи з ордовицького періоду до наших часів. Основи схеми зони мікрофауни, яка спирається на форамініфер та черепашкових раків були сформовані Малкольмом Гартом. Прісноводні черепашкові раки навіть були знайдені в балтійському бурштині еоценової епохи, імовірно, вони були занесені водою на дерева під час поводі.
Черепашкові раки особливо корисні для біостратиграфії морських товщ у місцевому або регіональному масшатбі, і є безцінними індикаторами палеоекології через їхню поширеність, невеликий розмір, невимогливість до умов зберігання, вилиняність, кальцифіковані двостулкові мушлі; стулки часто знаходять як мікроскам'янілості.
У Квінсленді 2013 року (оголошено у травні 2014) на місці відзначення двохсотріччя Австралії в місті Ріверслей на території Всесвітньої спадщини ЮНЕСКО, виявлено як чоловічі, так і жіночі рештки особин із дуже добре збереженими м'якими тканинами. Ця знахідка побила рекорд із Книги рекордів Гіннса як найстаріший пеніс. У самців була виявлена найстаріша сперма, і при аналізі вона показала внутрішню структуру і була оцінена як найбільша сперма (на розмір тіла) серед усіх зареєстрованих тварин. Було досліджено, що скам'янілості досягли фосилізації за декілька днів завдяки фосфору в посліді кажанів у печері, де жили черепашкові раки.

## Опис

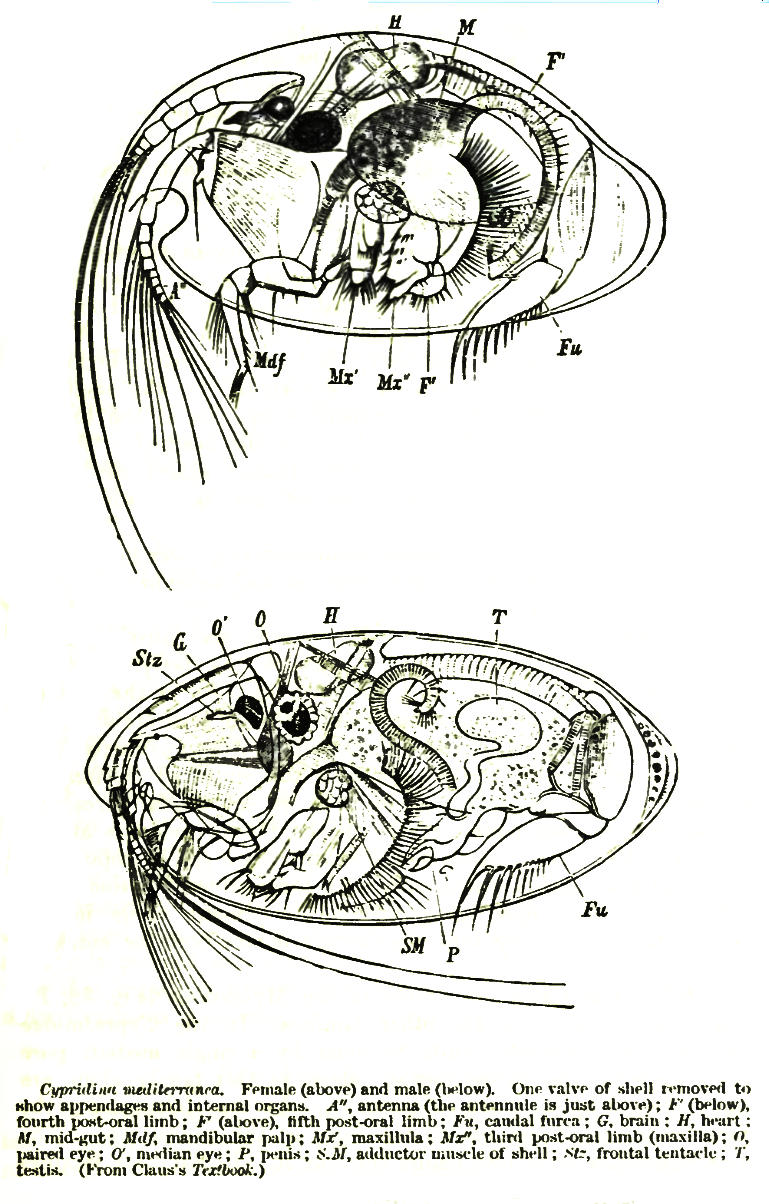
Анатомія Cypridina mediterranea

Черепашкові раки — це невеликі ракоподібні, зазвичай розміром близько 1 мм, але варіюються від 0.2 до 30 мм, як у випадку з Gigantocypris. Їхні тіла сплющені побокам і захищені схожою на двостулкову хітинову або з умістом карбонату кальцію «мушлю». Замочна площадка (місце кріплення, англ. hinge) двох стулок знаходиться у верхній (дорсальній) частині тіла. Остракоди згруповані на основі загальної морфології. Хоча рання робота показала, що група не може бути монофілетичною; і рання молекулярна філогенетика була неоднозначною щодо цього, нещодавні комбіновані аналізи молекулярних і морфологічних даних підтверджували монофілію в аналізах із ширшою вибіркою таксонів.
Тіло черепашкових раків оточене двостулковою хітиновою (іноді з умістом карбонату кальцію) мушлю, яка зовні нагадує мушлю молюска. Розрізняють стулку (тверді частини) і тіло з його придатками (м'які частини).

### Частини тіла

Плавальні рухи черепашкового рака (в реальному часі)

Тіло складається з голови і грудей, розділених невеликим звуженням. На відміну від інших членистоногих, тіло чітко не поділене на сегменти. Черевце регресоване або відсутнє, тоді як гонади в дорослої особини відносно великі.
Голова є найбільшою частиною тіла і до неї прикріплені більшість придатків. Для плавання у воді використовуються 2 пари добре розвинених антен. Також у них присутні пара мандибул і 2 пари максил. На грудях зазвичай знаходяться 2 пари придатків, але вони зведені до однієї пари або зовсім відсутні у багатьох видів. Два виступи (rami) від кінчика хвоста спрямовані вниз і трохи вперед від задньої частини мушлі.
Черепашкові раки зазвичай не мають зябр, замість цього вони отримують кисень через зяброві пластини на поверхні тіла. У більшості також немає серця або кровоносної системи, і кров просто циркулює між стулками мушлі. Азотні відходи виводяться через залози на максилах і/або на антенах.
Основним видом відчуття черепашкових раків, імовірно, є дотик, оскільки вони мають кілька чутливих волосків на тілі та придатках. Однак у них є одне наупліарне око, а в деяких випадках і пара складних очей.

## Екологія

### Життєвий цикл
Самці черепашкових раків мають по два пеніси, відповідно до двох генітальних отворів (гонопорів) у самиць. Окремі сперматозоїди часто великі і згорнуті в сім'янниках перед спарюванням; в деяких випадках розгорнута сперма може бути в шість разів більшою за саму особину. Спарювання зазвичай відбувається під час того, як велика кількість самок скупчуються у рій і підпливають, щоб долучитися до самців. Деякі види повністю або частково партеногенетичні.
У більшості черепашкових раків яйця або відкладаються безпосередньо у воду як планктон, або прикріплюються до рослинності чи субстрату. Однак у деяких видів яйця покриті шкаралупою, що забезпечує їм більший ступінь захисту. Із яєць вилуплюються наупліуси, які вже мають тверду мушлю.

### Хижаки
Різні хижаки полюють на черепашкових раків як у водному, так і наземному середовищі. Прикладом хижацтва в морському середовищі є деякі молюски родини Cuspidariidae, які виявляють черепашкових раків завдяки війкам, що виступають із вдихальних структур, звідки молюски втягують жертву за допомогою сильного всмоктування. Хижацтво зі сторони вищих тварин теж існує; наприклад, амфібії, такі як жовтобрюхий тритон (Taricha granulosa), полюють на певних черепашкових.

### Біолюмінісценція
Деякі черепашкові раки, такі як Vargula hilgendorfii, мають світловий орган, у якому вони виробляють люмінесцентні хімічні речовини. Зазвичай світло слугує як захист від хижаків, хоча черепашкові раки в Карибському басейні використовують світло для спарювання. Таких черепашкових раків називають «блакитний пісок» або «блакитні сльози», бо вони світяться блакитним у темряві. Їхні біолюмінісцентні властивості були важливими для Японії під час Другої світової війни, коли японська армія збирала їх у великій кількості з океану, щоб використовувати як зручне освітлення для читання карт та інших паперів уночі. Світло черепашкових раків, яке в Японії називали umihotaru, був достатнім для читання, але недостатньо яскравим, щоб бути помітним для ворога.